# Puppis A
Puppis A ist ein Supernovaüberrest im Sternbild Puppis mit einer Ausdehnung von ungefähr 100 Lj in einer Entfernung von circa 6500–7000 Lj. Er entstand durch eine Supernova-Explosion, deren Licht die Erde vor etwa 5000 Jahren erreichte. Der Supernovaüberrest überdeckt sich scheinbar mit dem der Vela-Supernova, ist aber viermal so weit entfernt.

## Charakterisierung
Puppis A ist eine der hellsten Himmelserscheinungen im Röntgenbereich. Durch Beobachtungen mit dem Röntgensatelliten ROSAT konnte der durch die Supernova aus dem Vorgängerstern entstandene Neutronenstern identifiziert werden; er wird seitdem als RX J0822-4300 bezeichnet. Dieser bewegt sich mit einer sehr hohen Geschwindigkeit von 5 Millionen Kilometer pro Stunde und ist deshalb landläufig als kosmische Kanonenkugel (Englisch:  Cosmic cannonball) bekannt.

## Beobachtungsgeschichte

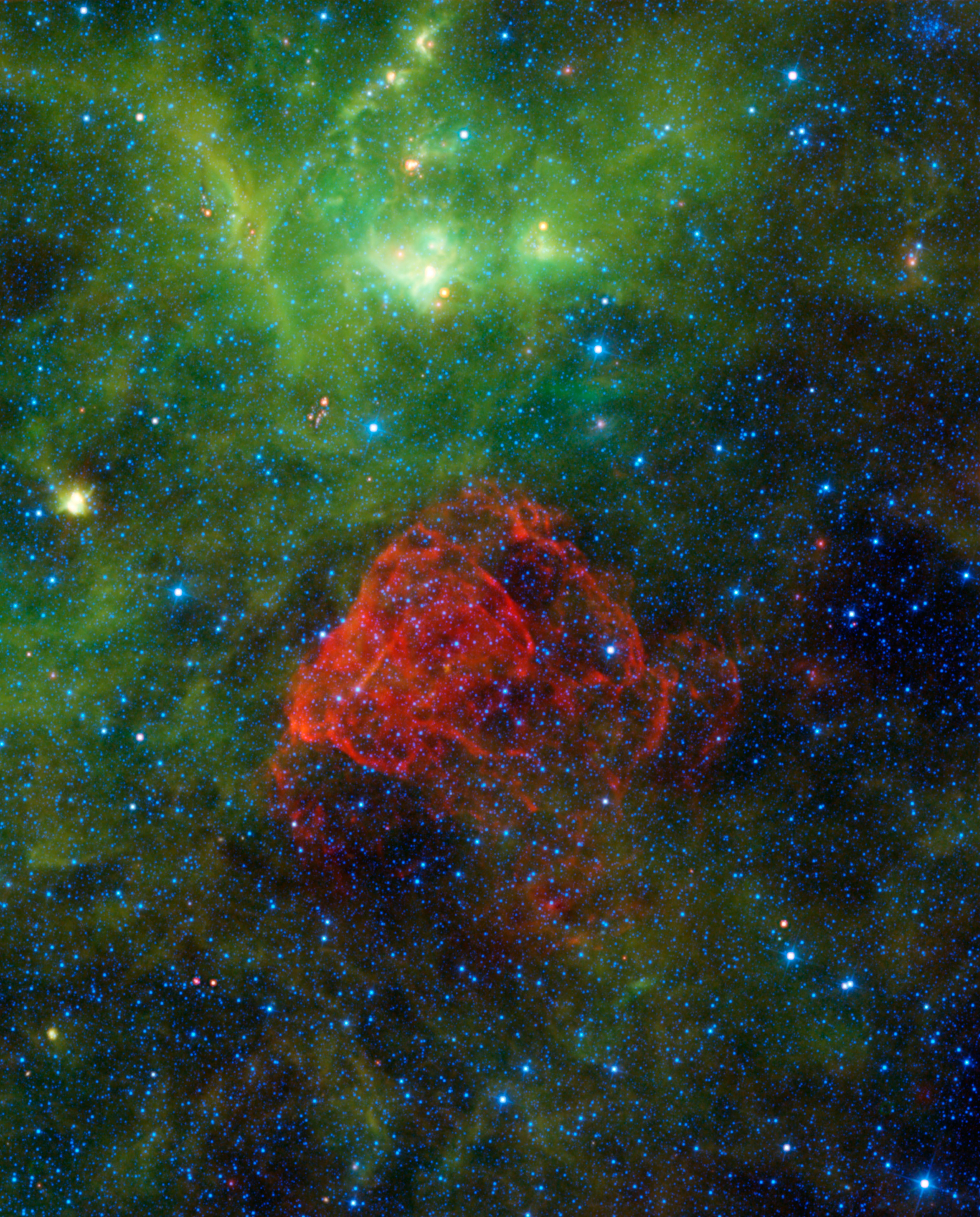
Aufnahme des Wide-Field Infrared Survey Explorer (WISE)

Puppis A wurde um 1950 als Radioquelle beobachtet. Kurz darauf konnte der Radioquelle im optischen Bereich ein Nebel zugeordnet werden, und es wurde eine Ähnlichkeit mit Cassiopeia A erkannt. Aufgrund der athermalen Radioemission und des optischen Erscheinungsbildes wurde Puppis A Ende der 1960er als Supernovaüberrest identifiziert.
Die Röntgenemission von Puppis A wurde mit Höhenforschungsraketen 1970 und 1971 beobachtet, letztere als Puppis X-1 verzeichnet. Eine Beobachtung durch den Röntgensatelliten Uhuru mit der Referenz 2U 0821-42 wurde im Jahr 1972 publiziert.
Puppis A ist Gegenstand einer Vielzahl von Studien. Untersuchungen im Infrarotbereich wurden beispielsweise mit den Weltraumteleskopen Spitzer und WISE durchgeführt. Bei letzteren zeigt sich nahezu die gleiche Struktur wie in den Röntgenuntersuchungen und ein deutlicher Kontrast zu der älteren Vela-Supernova.

## Alter und möglicher historischer Einfluss

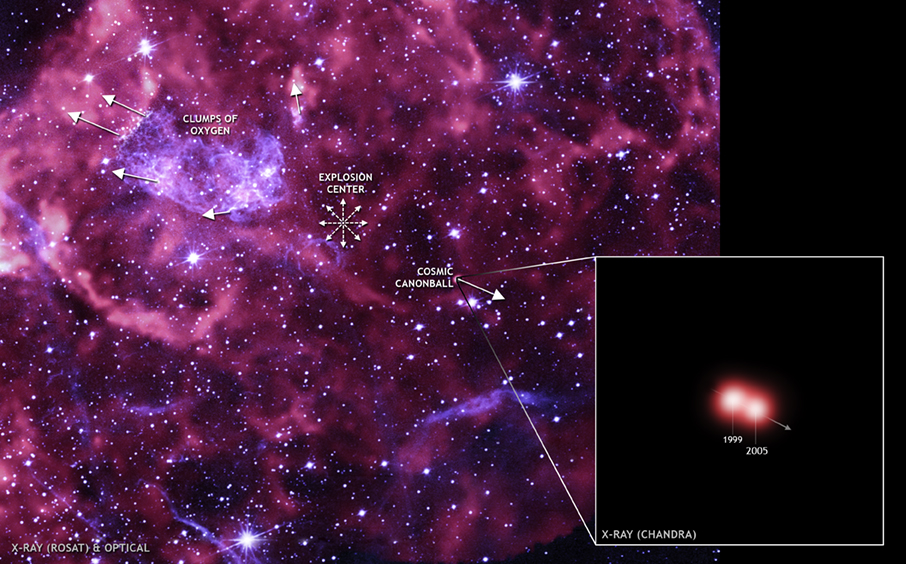
Weitwinkel-Kompositansicht von Puppis A (Röntgenstrahlen von ROSAT in Lila, optische Daten in Pink), der Ausschnitt zeigt die Bewegung der kosmischen Kanonenkugel RX J0822-4300.

In sumerischen Schriften und Bildern gibt es Stellen, die mit einer Beobachtung der Supernova Puppis A in Übereinstimmung gebracht werden können, gestützt auf eine im Jahr 1988 veröffentlichte Altersbestimmung von 3700 ± 300 Jahre anhand der Kinematik. Nach einer späteren Analyse, bei der die Kinematik anhand von Abbildungen der Röntgenemission bestimmt wurde, könnte sie mit einem darin ermittelten Alter von knapp 2000 Jahren auch als Stern von Bethlehem wahrgenommen worden sein, während eine weitere Analyse mit der gleichen Methode ein Alter von 4600 +700−600 Jahren ergab.
Röntgenspektroskopische Untersuchungen mit dem Röntgenobservatorien eRosita und Chandra im Jahr 2023 deuten auf ein Alter von 4600 ± 700 Jahre hin, wobei die gute Übereinstimmung mit einem deutlich unsichereren kinematischen Alter als Zufall angesehen wird.